# Krystian Bala
Krystian Bala (Chojnów, Polonia, 1974) es un escritor, filósofo y fotógrafo polaco, declarado asesino convicto.

## Biografía
Licenciado en filosofía por la Universidad de Breslavia, separado y padre de un hijo, en 2007, Bala fue condenado a 25 años por planificar y dirigir el asesinato de Dariusz Janiszewski, propietario de una agencia de publicidad, en Breslavia en 2000.
La policía de Breslavia no había podido resolver el asesinato, hasta que fue puesto en su conocimiento que un asesinato muy similar aparecía en la primera novela de Bala, Amok (2003), publicada varios años después del asesinato de Janiszewski. La palabra amok se usa en lengua malaya para definir una furia homicida ciega. El caso atrajo una amplia cobertura mediática en Polonia. Además, se descubrió que un teléfono celular con el que se había llamado a la víctima el mismo día de su desaparición había sido subastado en internet por Bala, cuatro días después.
En 2007, el tribunal de apelación ordenó un nuevo juicio del caso, donde se concluyó que era culpable. En 2008 se ratificó esta sentencia, y fue condenado a 25 años de prisión. Bala asegura que es inocente, y que se basó en los artículos periodísticos sobre el caso para escribir el libro. En prisión, prepara su segunda novela, que presumiblemente llevará como título De Liryk.
El caso es objeto de un artículo de David Grann en The New Yorker y fue llevado al cine en 2017 por Kasia Adamik.